# Thera juniperata subsp. orcadensis
Thera juniperata subsp. orcadensis là một phân loài bướm đêm trong họ Geometridae.